# Хвандан коги
«Хвандан коги» (кор. 환단고기?, 桓檀古記?) — сборник текстов, описывающих раннюю корейскую историю. Был составлен в 1911 году Унчхо Ке Йон Су (운초 계연수, 雲樵 桂延壽) и отредактирован Ли Ги (이기, 李沂). Единственной известной копией является транскрипция на хангыль Ли Ю Рипа, опубликованная в 1979 году.
«Хвандан коги» состоит из пяти отдельных томов:
- «Самсонги» (два тома), описывающая древнее королевство Хвангук, существовавшее в течение 3301 года, и 1565-летнее правление потомков Хвануна в государстве Пэдальгук
- «Тангун сеги» описывает 47 поколений правителей ветви Тангуна
- «Пукпуё оги» описывает правелние шести ванов в государстве Пукпуё (Северное Пуё)
- «Тхэбэк ильса» описывает историю государств Хвангук, Пэдальгук, Самхан, Когурё, Пархэ и Корё

Большинство историков как в Южной так и Северной Корее полагает, что сборник был составлен из сравнительно недавних текстов, и считает Хвангук и Пэдальгук мифическими королевствами.